# Xian H-20
El Xian H-20 (Chinès: 轰; Hōng-20; a vegades Xian H-X) és el nom d'un projecte xinès per al disseny d'un bombarder estratègic de llarg abast per a la Força Aèria de la Xina. Actualment es troba en desenvolupament per l'empresa xinesa Xi'an Aircraft Industrial Corporation.

## Desenvolupament
Es pretén que el desenvolupament es traduirà en una aeronau que pugui substituir les aeronaus que ja s'utilitzen a la Xina des de la Guerra Freda, com el Xian H-6, una versió de la Tupolev Tu-16 que té 60 anys de servei.1 Segons els mitjans estatals, el nou avió serà un bombarder estratègic amb la capacitat d'atacar els enemics lluny de la Xina (fins a la "segona cadena d'illes", és a dir, les illes Kurils, l'arxipèlag del Japó, les illes Marianes i Indonèsia), amb uns deu tones d'armes i capaç de volar una distància de vuit mil quilòmetres sense ser reaprovisionat de combustible. Segons alguns analistes, aquest avió furtiu podria estar en servei a prop de 2025.
S'ha reportat que el model té la configuració d'una ala voladora, un disseny similar al B-2 Spirit dels Estats Units, i que la seva funció és la d'actuar com una arma d'atac contra les formacions de portaavions de la Marina dels Estats Units. El B-2 Spirit té un rang d'onze mil quilòmetres, més de tres mil del previst per a aquest nou avió xinès, tot i que la indústria de l'aviació xinesa ja ha demostrat que poden desenvolupar una gamma d'avions de llarg abast, com el Xian I-20. No obstant això, aquestes característiques depenen dels motors de reacció i altres aparells desenvolupats en Rússia. No obstant això, tot i que va ser anunciat pel cap de la Força Aèria de la Xina, els seus comentaris no van revelar cap informació sobre el disseny de la aeronau o quin serà el seu missió. Aquesta aeronau, un cop en servei a l'aire, podria augmentar les tensions entre la Xina i diversos països veïns, com ha passat amb el Japó, que s'estan preparant per a una escalada en el desenvolupament i adquisició d'equip militar defensiu donat el ràpid desenvolupament dels militars chinesos.